# Svinesund
Svinesund er et grænsested nær Halden og Strömstad. Her forenes Norge og Sverige over fjorden, som på den svenske side kaldes Idefjorden, mens fjorden på den norske side hedder Ringdalsfjorden. Når man kommer længere ind i fjorden, kaldes den på norsk side Iddefjorden.
Navnet kan vise til "svin", dvs. skær i sundet. Strømmen under broen kan gøre 3 knop. Ved det tidligere færgested nede ved fjorden står stadig hovedbygningen, Søylegården, fra 1726, hvor poststed og toldstation holdt til. Øst for den gamle bro ligger Hjelmkollen med grensefæstningen, der blev nedlagt i 1905.
En ny bro over Svinesund, Svinesundbroen, blev officielt åbnet den 10. juni 2005 af Norges kong Harald og Sveriges kong Carl Gustaf. Den nye Svinesundsbro åbnede for regulær trafik to dage senere. Den 1. juli 2005 begyndte man at opkræve bompenge.
Trafikken over Svinesund fordeler sig med 75 % på den ny bro og 25 % på den gamle . I 2010 passeredes den ny bro i snit af 15.524 køretøjer pr. dag, mens 5.336 passerede den gamle bro. I 2002, altså inden den ny bro blev åbnet, var den gennemsnitlige døgntrafik på 17.352 køretøjer.
Det er kun ved den gamle bro fra 1946, man kan stoppe og betragte udsigten.
Mere end 100 bopladser fra stenalderen er fundet på egnen.